# Ahu Tahai
Il Complesso cerimoniale "Tahai" è un sito archeologico a Rapa Nui ( Isola di Pasqua ) nella Polinesia cilena. Restaurato nel 1974 da William Mulloy, un archeologo americano , Tahai comprende tre principali ahu da nord a sud: Ko Te Riku (con gli occhi restaurati), Tahai e Vai Ure. Visibili in lontananza da Tahai sono due ahu restaurati a Hanga Kio'e , progetti che Mulloy intraprese nel 1972. Come altri progetti di restauro Mulloy ad Ahu Akivi , il villaggio cerimoniale di Orongo e Vinapu, il centro cerimoniale di Tahai costituisce ora parte integrante del Parco Nazionale Rapa Nui , designato dall'UNESCO come Patrimonio dell'Umanità .

## Ahu
Il complesso cerimoniale è costituito da tre ahu propri:
- Ahu Ko Te Riku : ha un singolo moai che è stato restaurato con i suoi elementi originali, essendo l'unico esposto a Rapa Nui che ha due occhi realizzati con corallo bianco e pukao in roccia vulcanica rossa.
- Ahu Tahai : Nonostante abbia un solo moai, è uno dei più rilevanti in quanto è il più antico dell'isola. Il suo moai è alto 4,5 metri. Il suo nome significa "dove il sole si nasconde" in Rapanui .
- Ahu Vai Ure : è uno degli ahu più conosciuti, poiché ha cinque moai lungo la costa dell'isola. A causa del suo orientamento geografico, il tramonto può essere osservato dopo l'ahu, che attira molti turisti. Il suo nome significa "acqua scura" in Rapanui .

## Restauro
Negli anni 1968-1970 gli archeologi William Mulloy, Gonzalo Figueroa G.-H. e William S. Ayres hanno realizzato un progetto per ripristinare il complesso di Tahai. Durante i lavori, hanno ripristinato tutte e tre le piattaforme. I lavori di restauro sono avvenuti su un'area di circa 20.000 mq, sono stati ricollocati 23.000 metri cubi di terreno e pietre e sono state utilizzate circa 2.000 tonnellate per riempire l'ahu ricostruito.

## Memoriale a William Mulloy
William Mulloy e sua moglie Emily Ross Mulloy sono sepolti nei locali del complesso di Tahai. Il William Mulloy Memorial è accompagnato da una targa con iscrizioni in tre lingue: spagnolo, rapanui e inglese:
| William Mulloy                                                                                |
| 1917 - 1978                                                                                   |
| Grande fue - como sus obras - su amor y entrega a Rapa Nui.                                   |
| Hai Hapi — Hai Haka Tutu'u i te Aringa Ora To'ona Here Rahi Mo Rapa Nui: I Haka Tikea Mai Ai. |
| By restoring the past of his beloved island, he also changed its future.                      |

In traduzione:
L'amore e lo sforzo di Rapa Nui erano grandi quanto il suo lavoro.
Ricercando e ripristinando volti viventi, ha mostrato il suo amore per Rapa Nui.
Ripristinando il passato dell'amata isola, ha anche cambiato il suo futuro.